# Eugenio Lemos
Eugenio Lemos es un cantante, militante y ecologista timorense, además un activista de la CAFOD. En algunas entrevistas el cantante ha hecho referencia a la acentuada pobreza en Timor Oriental. Habló sobre el impacto de los insumos agrícolas de los países industrializados y sobre los agricultores de su país, sobre la contaminación que afecta al ambiente y la economía. Eugenio ha interpretado su música para difundir un mensaje, que dice: 

Cuando lo hago con una comunidad de formación en el primer punto de entrada a la comunidad es para interpretar con algo de música.

Su música ha sido una buena herramienta para promover campañas de concientización ambiental. Durante su carrera artística ha hecho especial énfasis en la lucha en favor del bienestar de la Tierra. Otra declaración que hizo fue: 

Para enviar un mensaje que quiera escribir en las canciones y lo que acabamos de cantar y también hacer que la gente se divierta. Pero  también que la gente escuche el mensaje. Así que tan pronto la gente comienza a cantar la canción los mensajes van a alojarse en su cerebro y en su corazón para ir a alentar a la lucha, para darles la energía de seguir luchando a favor del bien de su país. Por lo tanto, para hacer que la pobreza pase a la historia creo que la música es también una herramienta muy popular para el uso de la campaña.

Ha sido nombrado en su país como el revolucionario de la canción que solía cantar a la gente para transmitir más energía, mientras luchaban por liberar a Timor Oriental con consignas como: 

"Antes éramos esclavos, ahora se liberan. Por lo tanto, queremos ser libres".